# 1427 Ruvuma
1427 Ruvuma eller 1937 KB är en asteroid i huvudbältet som upptäcktes 16 maj 1937 av den sydafrikanske astronomen Cyril V. Jackson i Johannesburg. Det har fått sitt namn efter Ruvuma floden i Afrika.
Asteroiden har en diameter på ungefär 35 kilometer.